# Пьер I (виконт Габарре)
Пьер I Роже (фр. Pierre I Roger; ум. 17 апреля 1097) — виконт Габарре с ок. 1045 года, старший сын виконта Роже от первого брака.

## Биография
Пьер унаследовал Габарре после смерти отца около 1045 года. Известно, что Пьер, как и его отец, враждовал с архиепископами Оша.
Вскоре после 2 марта 1055 года он одобрил и подтвердил основание монастыря Сент-Монт.
Около 1080 года Пьер основал монастырь Габарре.
Подпись Пьера стоит в ряде актов герцогов Аквитании Гильома VIII и Гильома IX, данных в 1079, 1087 и 1089 годах.
Пьер умер 17 апреля 1097 года. Ему наследовал старший сын Пьер II.

## Брак и дети
1-я жена: N. Детей от этого брака не было.
2-я жена: Агнес, дама де Демю и де Мансье. Дети:
- Пьер II (ум. до 1134), виконт Габарре с 1097
- Роже
- Арно